# オリンピックのオーストララシア選手団
オリンピックのオーストララシア選手団は、オーストララシアのオリンピック選手団。オーストララシアはオーストラリアとニュージーランドの合同選手団であり、1908年ロンドンオリンピックと1912年ストックホルムオリンピックの2大会に参加した。
第一次世界大戦による中止を挟んで開催された1920年アントワープオリンピックからは、オーストラリアとニュージーランドは別々の選手団として参加した。

## 概要
最も多くメダルを獲得した夏季オリンピックは、1912年ストックホルムオリンピックの7個で、最も多くのメダルを獲得した夏季オリンピック競技は競泳の8個である。

## メダル獲得数一覧

### 夏季オリンピック
| 大会名              | 金 | 銀 | 銅 | 計 |
| 1908 ロンドン       | 1  | 2  | 2  | 5  |
| 1912 ストックホルム | 2  | 2  | 3  | 7  |
| 合計                | 3  | 4  | 5  | 12 |

### 夏季オリンピック競技別
| 競技           | 金 | 銀 | 銅 | 計 |
| -------------- | -- | -- | -- | -- |
| 競泳           | 2  | 3  | 3  | 8  |
| ラグビー       | 1  | 0  | 0  | 1  |
| ボクシング     | 0  | 1  | 0  | 1  |
| テニス         | 0  | 0  | 1  | 1  |
| 陸上競技       | 0  | 0  | 1  | 1  |
| 計 (競技数: 5) | 3  | 4  | 5  | 12 |